# Mini chopper

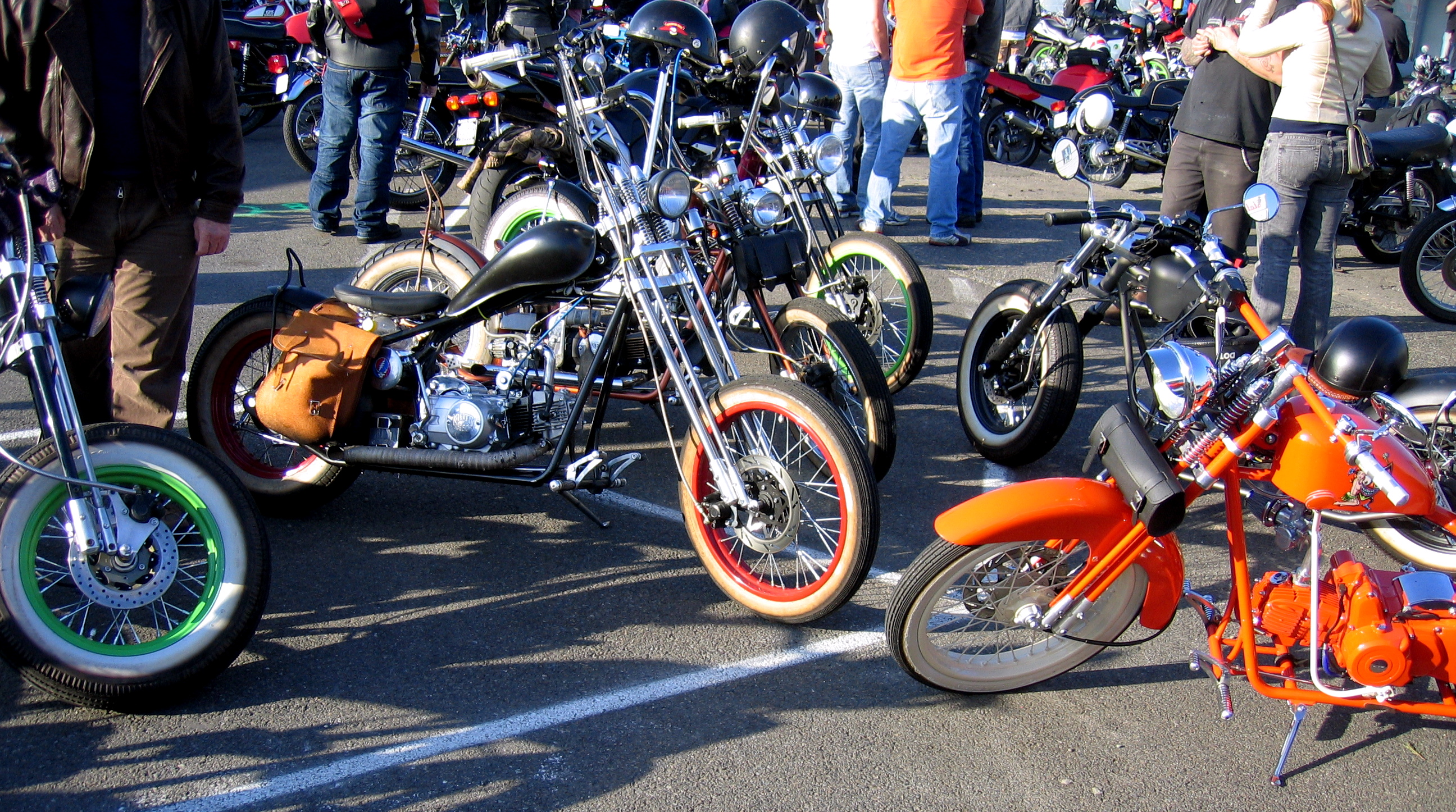
Mini choppers à Ballard (Seattle), Seattle, Washington, le 20 mai 2009.

Les mini choppers sont des versions réduites de motos sur mesure appelées choppers et sont généralement construits à partir de tubes en acier de 1" ou de tuyaux noirs en acier de 3/4". Le tube ou le tuyau est plié puis soudé pour obtenir les angles et les formes souhaités du cadre, qui est généralement fabriqué sur mesure. 